# 池田愛 (1996年生)
池田 愛（いけだ まな、1996年12月31日 - ）は、日本の女優。Tプロジェクト所属。

## 来歴
劇団東俳（東京校）出身。2014年から同事務所直系のプロダクション・Tプロジェクトに所属。2014年に「ヤングジャンプ・制コレアルティメット2014」および、「ミスヤングチャンピオン2014」エントリー。

## 出演

### 映画
- 八月の二重奏（2010年） - 菅原美幸 役

### テレビドラマ
- 母の贈り物（2009年9月14日、TBS） - 中学生 役
- 鈴木先生 第3話・5話（2011年、テレビ東京） - 2-Bの生徒 役
- スイッチガール!! 第7話（2012年、フジテレビTWO） - 女子生徒①役
- パパドル! 第2話（2012年、TBS） - 女 役
- 第11回テレビ朝日21世紀新人シナリオ大賞・大賞受賞作品「花の冠」（2012年9月14日、テレビ朝日） - 大庭志保（幼少期役）役
- 金曜プレステージ「山村美紗サスペンス 女検視官・江夏冬子2 復讐の血脈」（2013年5月24日、フジテレビ） - 八木仁美 役

### テレビ番組
- 天才じゃなくても夢をつかめる10の法則 PART2（2010年5月5日、日本テレビ） - 森光子（子供時代）役
- あさイチ（2010年、NHK総合） - 再現ドラマ
- 超再現!ミステリー「ともだち」（2012年5月22日、日本テレビ） - 玉尾水涼 役

### CM
- ケロッグ ココくんのチョコワ「チョコワってお菓子?」篇（2009年2月）
- モスバーガー「おはよう朝モス」篇（2011年4月）
- 亀田製菓 亀田の柿の種 「一生一緒」篇（2011年10月）
- スバル EyeSight 「ミニバンにもみんなで」篇（2012年7月）

### 広告
- マイクロソフト「さあ、もっとうれしい1日へ。」キャンペーン（2010年10月 - 2011年1月）

### その他
- 東京法令出版「理科資料集」スチール